# Carregosa
Carregosa est une paroisse civile portugaise (en portugais : freguesia) de la municipalité d'Oliveira de Azeméis dans le district d'Aveiro.

## Géographie
Carregosa est située au nord-est du centre urbain d'Oliveira de Azeméis. Elle est arrosée par la rivière Antuã (en) et plusieurs petits affluents de la rivière.
Carregosa est desservie par l'autoroute A32 (sortie no 2 vers Vale de Cambra).

## Démographie
Lors du recensement de 2021, Carregosa compte 3 466 habitants.